# Schwärzenbach (Kocher)
Der Schwärzenbach ist ein rund 2 km langer Bach in der Stadtteilgemarkung Ottendorf von Gaildorf im Landkreis Schwäbisch Hall im nordöstlichen Baden-Württemberg. Nach insgesamt etwa nordöstlichem Lauf mündet er westlich von Niederndorf von links in den Kocher. Er ist der erste von drei Bächen, die auf einem Flussabschnitt von insgesamt nur einem halben Kilometer Länge bei Niederndorf von links in den Fluss einfließen.

## Geographie

### Verlauf
Der Schwärzenbach hat zwei Graben-Oberläufe ohne jeden Gehölzbewuchs am Ufer, die oft nur spärlich oder gar kein Wasser führen.
Der kürzere linke davon beginnt weniger als 200 Meter nordwestlich des Ortsrandes von Spöck zwischen den Wiesengewannen Gaisbühl im Norden und Heckäcker im Süden auf etwa 347 m ü. NHN. Er läuft ostwärts, unterquert einen beidseits in regelmäßigem Abstand mit Bäumen bepflanzten Feldweg, berührt ein Gartengrundstück im Weichbild Spöcks und vereint sich dann nach etwa 250 Metern wenig unter 345 m ü. NHN mit dem Abfluss des etwa 800 Meter langen rechten Oberlaufgrabens.
Dieser beginnt fast 600 Meter südwestlich des Spöcker Ortsrandes an einer Waldspitze der Engelhalde zum Wiesengewann Eulat auf etwa 367 m ü. NHN im Vorfeld einer sich weiter aufwärts ziehenden kleinen Waldklinge. In etwas geschwungenem und teils auch unterirdischem Wiesenlauf zieht er auf Spöck zu, zuletzt neben einem Feldweg und schließlich ab dem Ortsrand bis zum Zusammenfluss wieder unterirdisch.
Der Schwärzenbach fließt von dort am Nordrand von Spöck entlang. Einige dörfliche Gartengrundstücke liegen auch linksseits, in diesem Bereich stehen erstmals Bäume am Lauf. Am Ortsende fehlen diese auf kurzem Laufstück wieder und der Bach wendet sich in seinem unscheinbaren Graben nach links auf nordwestlichen Lauf. Rechts über einigen Hangbäumen liegen nun Felder und weiter oben ein erst nach dem II. Weltkrieg entstandener Siedlungsteil von Ottendorf. Etwa 400 Meter unterhalb des vorigen Richtungswechsels knickt der Bachlauf an der Querung eines zum Steinbühl führenden Feldweges wiederum ab, diesmal dauerhaft nach Nordosten.
Er verläuft nun in einer ausgeprägten Wiesenmulde neben Uferbäumen in rund zwei Meter eingetieftem Bett. Die Geländerinne des Bachs ist bis zu fünf Meter breit, er selbst etwa einen Meter breit und allenfalls einen halben tief. An manchem Stellen ist das Ufer abgebrochen, an welchem dann eine blanke Erdwand steht. Anderswo strömt das Wasser direkt gegen Bäume im Lauf oder springt über Baumwurzeln im Bett. In Laufbuchten liegt angeschwemmtes Holz. Manche Abschnitte des Ufers sind befestigt, fast durchgehend im Bereich eines Einzelanwesens links am Lauf etwa 200 Meter vor der Mündung, das durch eine von Niederndorf im Osten kommenden Straße her erschlossen ist. Schließlich fließt der Schwärzenbach auf etwa 311 m ü. NHN in den dort westwärts laufenden mittleren Kocher ein, der dort am linken Prallhang seines unterhalb von Niederndorf sehr ausgeweiteten Tales entlangzieht. Weniger als 200 Meter weiter abwärts mündet der etwas größere Mettelsbach von derselben Seite.
Der Schwärzenbach mündet nach ab dem Zusammenfluss seiner Oberläufe 1,6 km, zusammen mit seinem rechten Oberlauf 2,4 km langem Lauf mit mittleren Sohlgefälle von etwa 23 ‰ rund 56 Höhenmeter unterhalb seines Grabenanfangs an der Engelhalde.

### Einzugsgebiet
Der Schwärzenbach hat ein ca. 1,3 km² großes Einzugsgebiet, das naturräumlich gesehen in den Schwäbisch-Fränkischen Waldberge liegt, weit überwiegend im Unterraum Gaildorfer Becken, wo es fast nur offene, dominant von Wiesen bedeckte Flur gibt, die höchsten Partien in der Südwestspitze gehören dagegen zum Unterraum Mainhardter Wald am oberen Abfall des Berglandes, wo überall Wald steht. Der höchste Punkt dort erreicht etwa 486 m ü. NHN.
Reihum grenzen die Einzugsgebiete der folgenden Nachbargewässer an:
- Im Nordwesten fließt der längere Mettelsbach etwa parallel zur Mündung in den Kocher weniger als 200 Meter unterhalb des Schwärzenbachs;
- hinter der östlichen Wasserscheide fließt der Kocher selbst, ohne Zuflüsse von der Scheide her;
- im Südosten fließt der Kammersbach in zum Schwärzenbach parallelem Lauf ebenfalls zum Kocher, den er etwa 2,5 km oberhalb noch vor seiner Nordostschlinge um Otten- und Niederndorf erreicht.

Das gesamte Gebiet liegt in der Ottendorfer Stadtteilgemarkung von Gaildorf, von dem der Weiler Spöck rechts am Oberlauf ganz innerhalb liegt, dagegen das Dorf Ottendorf nur mit seinen neueren westlichen Siedlungsteilen diesseits und der damit zusammengewachsene Weiler Niederndorf ganz jenseits der östlichen Wasserscheide. Mündungsnah am linken Ufer steht ein von Niederndorf her dem Verkehr erschlossenes Einzelanwesen.

## Geologie
Die mesozoischen Schichten im Einzugsgebiet reichen vom Mittleren Keuper bis hinab zum Oberen Muschelkalk. Der höchste Punkt in der Südwestecke des Einzugsgebietes liegt noch unter der Hangkante des Mainhardter Waldes im Übergangsbereich zwischen dem Kieselsandstein (Hassberge-Formation) und den darunterliegenden Unteren Bunten Mergeln (Steigerwald-Formation), die nur in einem schmalen Streifen dort ausstreichen. Noch schmaler ist der des Schilfsandsteins (Stuttgart-Formation) darunter. Der rechte Bachoberlauf beginnt erst in Schichthöhe des nochmals tieferen Gipskeupers (Grabfeld-Formation). Erst etwa 200 Meter von der Mündung entfernt steht am rechten Unterhang Lettenkeuper (Erfurt-Formation) an, ehe nach weiteren knapp 100 Metern auf dieser Seite Oberer Muschelkalk liegt, während links am Unterhang dort erst der Lettenkeuper einsetzt; beide Schichten setzen sich bis zum Beginn der diesseits sehr schmalen Flusstalaue nahe der Mündung fort. Da weniger als 200 Meter abwärts der Mündung von Westen her eine nachgewiesene Störungslinie zum Kochertal an der Mündung des Mettelsbachs heranläuft, die südlichste der Neckar-Jagst-Furche mit der Hochscholle an der Südseite, könnte das gestaffelte Einsetzen rechts und links der tieferen mesozoischen Schichten an der Mündung durch dort schon einsetzende Schichtenverbiegungen verursacht sein.
Auf dem großen mittleren Teil des Einzugsgebietes lagern jüngere quartäre Schichten. Ein Großteil davon sind außerhalb der Talmulden liegende Terrassensedimente, die der Kocher im Pleistozän teils recht fern von seinem heutigen Lauf aufgeschüttet hat. In diesen wiederum liegt im Band um den rechten und auch um den kurzen linken Oberlauf, der erst im Bereich der Terrassensedimente einsetzt, wie auch um den Unterlauf Schwemmland. Auf etwa dem letzten halben Bachkilometer im eigenen und zuletzt im Kochertal ist dies Auenlehm.

## Natur und Schutzgebiete
Die offene Flur, ausgenommen nur die Siedlungsplätze und ein teils weiter Rand um diese, liegt im Landschaftsschutzgebiet Ostabfall des Mainhardter Waldes mit Teilen des Kochertales und Nebentälern zwischen Gaildorf und Westheim, das ganze Gebiet ist Teil des Naturparks Schwäbisch-Fränkischer Wald.

### LUBW
Amtliche Online-Gewässerkarte mit passendem Ausschnitt und den hier benutzten Layern: Lauf und Einzugsgebiet des Schwärzenbachs

Allgemeiner Einstieg ohne Voreinstellungen und Layer: Daten- und Kartendienst der Landesanstalt für Umwelt Baden-Württemberg (LUBW) (Hinweise)
1. 1 2 3 4 5  Höhe nach dem Höhenlinienbild auf dem Hintergrundlayer Topographische Karte.
2. ↑  Länge nach dem Layer Gewässernetz (AWGN), ergänzt um den auf der Gewässerkarte nicht berücksichtigten rechten Oberlaufgraben, der auf dem Hintergrundlayer Topographische Karte abgemessen wurde.
3. ↑  Einzugsgebiet abgemessen auf dem Hintergrundlayer Topographische Karte.
4. 1 2  Länge abgemessen auf dem Hintergrundlayer Topographische Karte.
5. ↑  Länge nach dem Layer Gewässernetz (AWGN).
6. ↑  Schutzgebiete nach den einschlägigen Layern, Natur teilweise nach dem Layer Geschützte Biotope.

### Andere Belege
1. ↑  Wolf-Dieter Sick: Geographische Landesaufnahme: Die naturräumlichen Einheiten auf Blatt 162 Rothenburg o. d. Tauber. Bundesanstalt für Landeskunde, Bad Godesberg 1962. → Online-Karte (PDF; 4,7 MB)
2. ↑  Geologie nach den Layern zu Geologische Karte 1:50.000 auf: Mapserver des Landesamtes für Geologie, Rohstoffe und Bergbau (LGRB) (Hinweise). Ein ähnliches Bild bietet die unter → Literatur aufgeführte geologische Karte.